# Rokoš (Nitrické vrchy)
Rokoš (1009,9 m n. m.) je druhý nejvyšší vrchol Nitrických vrchů, geomorfologického podcelku Strážovských vrchů. Nachází se v jejich nejjižnější části, na hranici okresů Prievidza a Bánovce nad Bebravou, nad obcí Diviaky nad Nitricou. Zalesněný vrchol neposkytuje výhled a je součástí chráněného území NPR Rokoš.

## Přístup
- Po  značce z Košútové skály (840 m n. m.) v hlavním hřebeni nebo sedla Rokoš
- Po  značce z obce Uhrovské Podhradí nebo Diviacké Nové Vsi přes sedlo Rokoš
- Po  značce z Diviaky nad Nitricou přes sedlo Rokoš